# Neoempheria macularis
Neoempheria macularis är en tvåvingeart som beskrevs av Oskar Augustus Johannsen 1910. Neoempheria macularis ingår i släktet Neoempheria och familjen svampmyggor. Inga underarter finns listade i Catalogue of Life.